# دن روزا
 دن روزا (انگلیسی: Don Rosa؛ زاده ۲۹ ژوئن ۱۹۵۱) یک فکاهی‌نویس اهل ایالات متحده آمریکا است. او فکاهی‌های گوناگونی ساخته است اما مشهورترین و محبوب‌ترین اثر خلق شده توسط او مجموعه فکاهی دانلد داک است.